# Péninsule Bailey
La péninsule Bailey est une péninsule rocheuse d'environ  2,6 km de long et 1,5 km de large, située sur la côte de Budd de la terre de Wilkes en Antarctique. C'est le site de la base antarctique Casey en Australie.

## Zone spécialement protégée de l'Antarctique
À environ 200 mètres à l'est de la station Casey, une zone terrestre de la péninsule est protégée par le Traité sur l'Antarctique en tant que zone spécialement protégée de l'Antarctique (ZSPA) no 135 du nord-est de la péninsule Bailey, notamment parce qu'elle sert de site de référence scientifique qui a accueilli des études sur la diversité de la végétation trouvée dans la région des îles Windmill.
En 2020, la station Casey a signalé la première vague de chaleur sur le site, avec des températures atteignant 9,2 °C en janvier.